# Arnoldus Andries des Tombe
Arnoldus Andries des Tombe (Vught, 6 februari 1818 – 's-Gravenhage, 16 december 1902) was een Nederlands officier, genealoog en een kunstverzamelaar. Hij was de laatste particuliere eigenaar van een schilderij dat na zijn overlijden bekend kwam te staan als Meisje met de parel, een werk van de Hollandse meester Johannes Vermeer.

## Familie
Des Tombe was lid van de familie Des Tombe en een zoon van kapitein Daniël Gerhard des Tombe (1787-1827) en Cornelia Maria Verheye van Citters (1789-1852), lid van de familie Van Citters. In 1850 trouwde hij met zijn nicht jkvr. Carolina Hester de Witte van Citters (1820-1901), dochter van jhr. mr. Laurens de Witte van Citters, heer van Elkerzee en Bruinisse (1781-1862), voorzitter van den Hoge Raad van Adel, lid Provinciale Staten van Zuid-Holland, en jkvr. Wilhelmina van Hogendorp (1790-1858), de laatste een dochter van mr. Gijsbert Karel graaf van Hogendorp, lid van het Driemanschap van 1813. Uit dit huwelijk werden geen kinderen geboren.

## Leven en werk

### Militaire loopbaan
In 1839 werd Des Tombe bevorderd van sergeant titulair bij de infanterie tot 2e luitenant. In 1845 werd hij bij KB overgeplaatst naar de bataillons grenadiers van het regiment grenadiers en jagers. In 1858 bleek hij bevorderd te zijn tot 1e luitenant. In 1859 bleek hij twintig jaar officier en kreeg het bijbehorende onderscheidingsteken. In 1862 werd hij, als kapitein, op non-actief gesteld, in afwachting van een nadere beslissing over hem. In 1864 werd hij, zijnde nog steeds op non-activiteit, op verzoek eervol ontslagen.

### Genealogie en familiearchief
Des Tombe beheerde een belangrijk familiearchief dat later werd overgedragen aan het rijk en verspreid is over verschillende archiefinstellingen. Het familie-archief Des Tombe berust nu in het Utrechts archief. Uit het familiearchief blijkt dat Des Tombe veel genealogisch onderzoek deed of daartoe opdracht gaf.
Des Tombe breidde het archief in de loop der tijd uit. Zo ruilde hij bijvoorbeeld archiefstukken: "Op voorstel van burgemeester en wethouders wordt besloten om eenige stukken van een proces tusschen mr. A. de Jonge van Bruinisse en mr. Herbert van Beaumont af te staan aan den heer A. A. des Tombe te 's-Gravenhage, in ruiling tegen gedrukte conditiën van verkoop der Vierbannen dd. 1 Juni 1725, voorzien van aanteekeningen van Corn. Boeije, ten behoeve van het gemeentearchief".

### Kunst en kunstverzamelaar

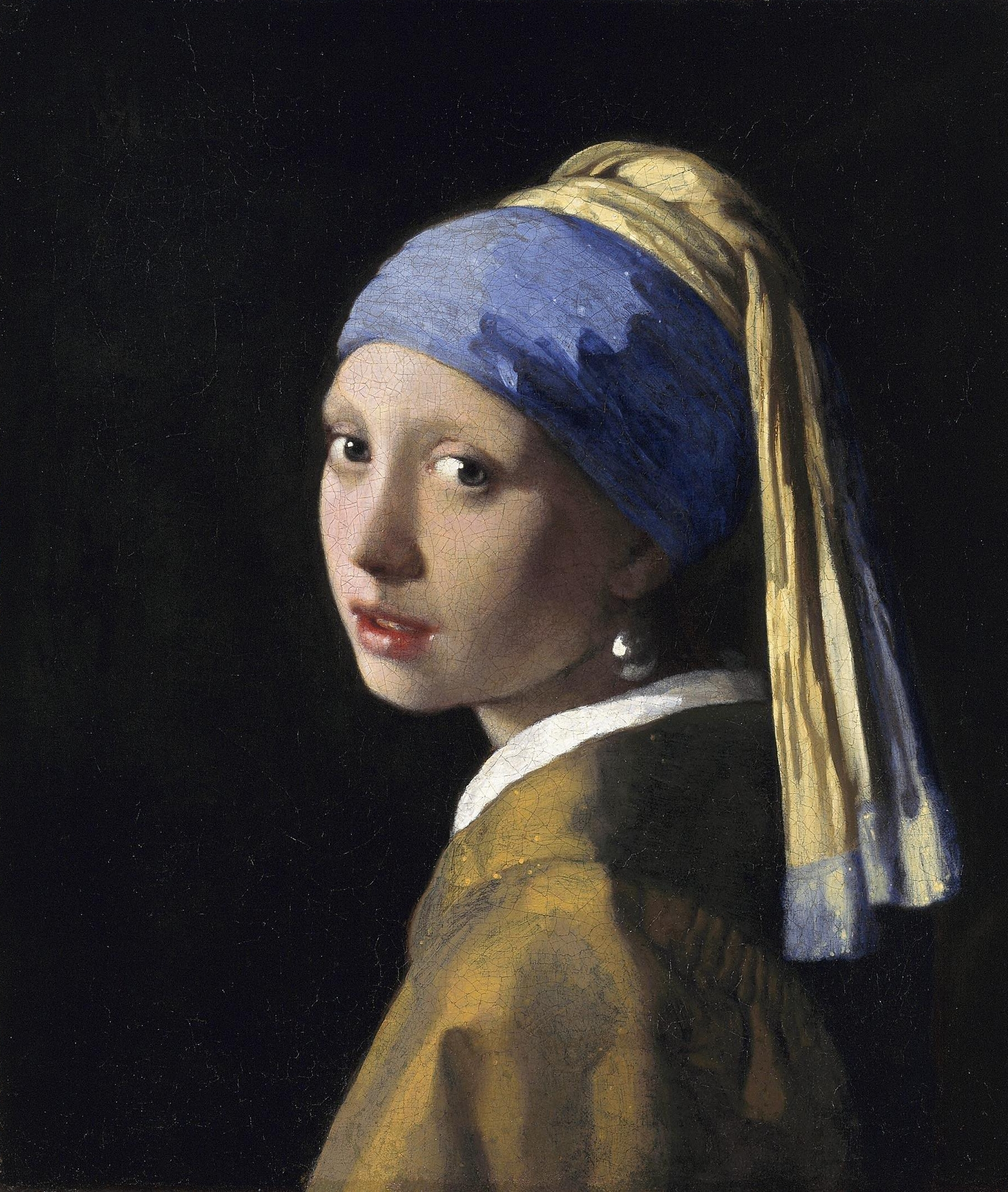
Johannes Vermeer, Meisje met de parel (ca. 1655-1657)

Des Tombe was betrokken bij de kunsten. In 1874 werd hij door de Haagse gemeenteraad benoemd in een commissie voor de organisatie van een tentoonstelling van Levende Meesters in 1875.
In 1881 kocht Des Tombe op een veiling voor 2,30 gulden een doek waarvan zijn buurman, jhr. mr. Victor de Stuers en hij vermoedden dat het een schilderij van Johannes Vermeer was. Nadat het gerestaureerd was en de signatuur tevoorschijn was gekomen, bleek dat inderdaad het geval te zijn: het beroemde Meisje met de parel. Na zijn overlijden schonk Des Tombe het aan het Mauritshuis. Naast de Vermeer legateerde hij onder andere ook nog aan het Mauritshuis een winterlandschap van Esaias van de Velde; een bloemstilleven van Ambrosius Bosschaert; een stadsgezicht van Jan van Goyen en een stilleven van Abraham van Beyeren. Het Rijksmuseum van Oudheden te Leiden ontving als legaat een Grieks bas-reliëf afkomstig van huis Elsbroek bij Hillegom. Ter plaatsing in het Rijksmuseum werden nog verschillende meubelstukken en andere kunstvoorwerpen gelegateerd. Ook legateerde hij onder andere een zelfportret van Tischbein en een stilleven van Cornelis de Heem. De collectie familieportretten afkomstig van zijn zwager, jhr. mr. J. de Witte van Citters, die aan het Rijk was gelegateerd door Van Citters maar in bewaring was gegeven van Des Tombe, kwam na Des Tombes overlijden aan het Rijksmuseum; aan dat legaat werden nog andere schilderijen, ook hiervoor genoemde, uit de eigen collectie van Des Tombe gevoegd, zoals een stilleven met asperges van Adriaan Coorte.
In 1885 was Des Tombe lid van de Commissie van beheer van het Gemeentemuseum en adviseert de gemeenteraad inzake een schenking van etnografische voorwerpen.
Na zijn overlijden werd de bibliotheek van Des Tombe geveild in april 1903 door W.P. van Stockum in Den Haag. Andere voorwerpen uit zijn nalatenschap werden geveild in november 1903.

### Mecenaat
In 1880 schonk Des Tombe 20 gulden voor de nabestaanden van de op 3 januari bij Terschelling verongelukte bemanning van een reddingsboot. In 1894 schonk Des Tombe, als ambachtsheer van Bruinisse, 100 gulden aan de "Commissie voor het dezer dagen opgericht fonds tot ondersteuning van ongelukkig geworden visscherlieden te Bruinisse". Na het overlijden van zijn echtgenote deelde Des Tombe mee dat "door wijlen diens echtgenoote, vrouwe C. H. de Witte van Citters is gelegateerd aan de gemeente Sint Laurens ƒ 1000 en aan de algemeene armen aldaar eene som van ƒ 4000 vry van de rechten van successie".
In 1881 schonk, niet voor de eerste keer, Des Tombe een verzameling munten aan het Koninklijk Penningkabinet. Na zijn overlijden had hij nog twee gegoten bronzen plaquettes van de Franse kunstenaar O. Roty gelegateerd aan het kabinet.
In 1889 schonk Des Tombe een bedrag van 300 gulden ten behoeve van het Museum van Kunstnijverheid te 's-Gravenhage.

## Erkenning
Des Tombe was Ridder in de Orde van de Eikenkroon.